# 大坂桥

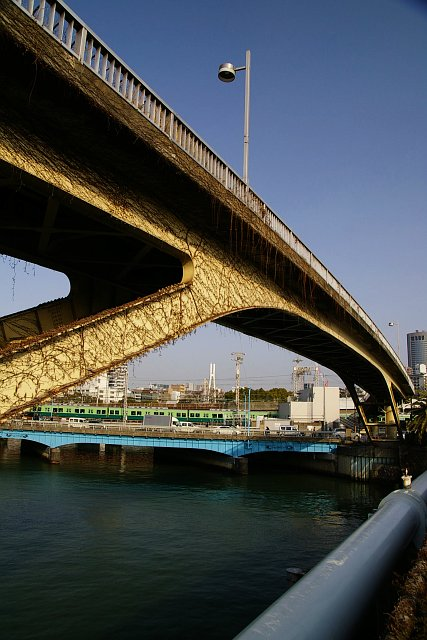
大坂橋

大坂橋（おおさかばし）是大阪市中央区跨越寝屋川的一座桥梁，靠近大阪城公園及樱之宫公园。桥南側为日本经济新闻大阪本社及大阪砲兵工廠化学分析場遗址。

## 歴史
- 1973年（昭和48年）建桥。

## 建筑

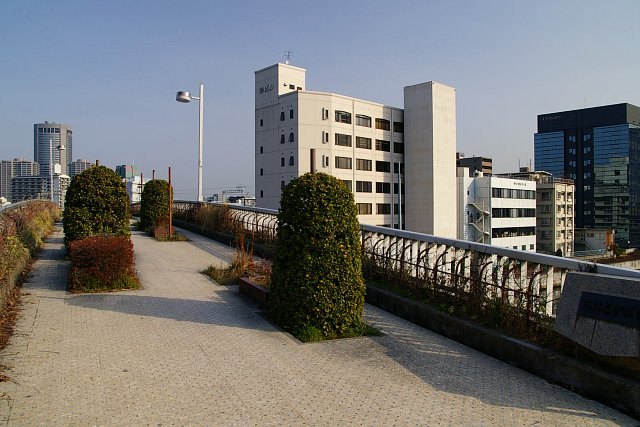
大坂橋

- 橋长232米，宽2.25 - 4.5米。